# Campionati europei di atletica leggera 2010 - 400 metri piani femminili
La competizione si è svolta tra il 28 ed il 30 luglio 2010.

## Record
Prima di questa competizione, il record del mondo (RM), il record europeo (EU) ed il record dei campionati (RC) sono i seguenti:
| Record                | Prestazione | Atleta                   | Data                               | Competizione                                |
| --------------------- | ----------- | ------------------------ | ---------------------------------- | ------------------------------------------- |
| Record mondiale       | 47"60       | Marita Koch Germania Est | 6 ottobre 1985 Canberra, Australia |                                             |
| Record europeo        | 47"60       | Marita Koch Germania Est | 6 ottobre 1985 Canberra, Australia |                                             |
| Record dei campionati | 48"16       | Marita Koch Germania Est | 8 settembre 1982 Atene, Grecia     | Campionati europei di atletica leggera 1982 |

## Programma
| Data           | Ora   | Turno    |
| -------------- | ----- | -------- |
| 28 luglio 2010 | 18:35 | 1º turno |
| 30 luglio 2010 | 19:35 | Finale   |

## Risultati

### 1º turno
Passano in finale le prime 2 in ogni batteria (Q) e i migliori 2 tempi (q).

#### Batteria 1
| Pos. | Corsia | Nome                 | Nazionalità          | Tempo | Note |
| ---- | ------ | -------------------- | -------------------- | ----- | ---- |
| 1    | 6      | Antonina Krivoshapka | Russia               | 51"52 | Q    |
| 2    | 7      | Denisa Rosolová      | Rep. Ceca            | 52"34 | Q    |
| 3    | 2      | Maris Mägi           | Estonia              | 52"85 |      |
| 4    | 3      | Lee McConnell        | Regno Unito          | 53"15 |      |
| 5    | 5      | Darya Prystupa       | Ucraina              | 53"48 |      |
| 6    | 8      | Agata Bednarek       | Polonia              | 54"16 |      |
| 7    | 4      | Pınar Saka           | Turchia              | 54"33 |      |
| 8    | 1      | Jasna Horozić        | Bosnia ed Erzegovina | 55"97 |      |

#### Batteria 2
| Pos. | Corsia | Nome               | Nazionalità | Tempo | Note |
| ---- | ------ | ------------------ | ----------- | ----- | ---- |
| 1    | 7      | Tatyana Firova     | Russia      | 51"11 | Q    |
| 2    | 8      | Antonina Yefremova | Ucraina     | 51"67 | Q    |
| 3    | 2      | Marta Milani       | Italia      | 52"36 | q    |
| 4    | 1      | Virginie Michanol  | Francia     | 52"37 |      |
| 5    | 5      | Helene Nordquist   | Svezia      | 53"78 |      |
| 6    | 6      | Barbara Petráhn    | Ungheria    | 53"78 |      |
| 7    | 3      | Meliz Redif        | Turchia     | 54"19 |      |
| 8    | 4      | Begoña Garrido     | Spagna      | 54"65 |      |

#### Batteria 3
| Pos. | Corsia | Nome                  | Nazionalità | Tempo | Note |
| ---- | ------ | --------------------- | ----------- | ----- | ---- |
| 1    | 8      | Kseniya Ustalova      | Russia      | 50"96 | Q    |
| 2    | 4      | Libania Grenot        | Italia      | 51"03 | Q,   |
| 3    | 7      | Muriel Hurtis-Houairi | Francia     | 51"97 | q    |
| 4    | 5      | Joanne Cuddihy        | Irlanda     | 52"58 |      |
| 5    | 6      | Kseniya Karandyuk     | Ucraina     | 53"18 |      |
| 6    | 2      | Jitka Bartoničková    | Rep. Ceca   | 54"16 |      |
| -    | 3      | Agní Dervéni          | Grecia      |       | SQ   |

#### Sommario
| Pos. | Batteria | Corsia | Nome                  | Nazionalità          | Tempo | Note |
| ---- | -------- | ------ | --------------------- | -------------------- | ----- | ---- |
| 1    | 3        | 8      | Kseniya Ustalova      | Russia               | 50"96 | Q    |
| 2    | 3        | 4      | Libania Grenot        | Italia               | 51"03 | Q,   |
| 3    | 2        | 7      | Tatyana Firova        | Russia               | 51"11 | Q    |
| 4    | 1        | 6      | Antonina Krivoshapka  | Russia               | 51"52 | Q    |
| 5    | 2        | 8      | Antonina Yefremova    | Ucraina              | 51"67 | Q    |
| 6    | 3        | 7      | Muriel Hurtis-Houairi | Francia              | 51"97 | q    |
| 7    | 1        | 7      | Denisa Rosolová       | Rep. Ceca            | 52"34 | Q    |
| 8    | 2        | 2      | Marta Milani          | Italia               | 52"36 | q    |
| 9    | 2        | 1      | Virginie Michanol     | Francia              | 52"37 |      |
| 10   | 3        | 5      | Joanne Cuddihy        | Irlanda              | 52"58 |      |
| 11   | 1        | 2      | Maris Mägi            | Estonia              | 52"85 |      |
| 12   | 1        | 3      | Lee McConnell         | Regno Unito          | 53"15 |      |
| 13   | 3        | 6      | Kseniya Karandyuk     | Ucraina              | 53"18 |      |
| 14   | 1        | 5      | Darya Prystupa        | Ucraina              | 53"48 |      |
| 15   | 2        | 5      | Helene Nordquist      | Svezia               | 53"78 |      |
| 16   | 2        | 6      | Barbara Petráhn       | Ungheria             | 53"78 |      |
| 17   | 3        | 2      | Jitka Bartoničková    | Rep. Ceca            | 54"16 |      |
| 17   | 1        | 8      | Agata Bednarek        | Polonia              | 54"16 |      |
| 19   | 2        | 3      | Meliz Redif           | Turchia              | 54"19 |      |
| 20   | 1        | 4      | Pınar Saka            | Turchia              | 54"33 |      |
| 21   | 2        | 4      | Begoña Garrido        | Spagna               | 54"65 |      |
| 22   | 1        | 1      | Jasna Horozić         | Bosnia ed Erzegovina | 55"97 |      |
| -    | 3        | 3      | Agní Dervéni          | Grecia               |       | SQ   |

### Finale
| Pos.    | Corsia | Atleta                | Nazione   | Reazione | Tempo | Note |
| ------- | ------ | --------------------- | --------- | -------- | ----- | ---- |
| Oro     | 6      | Kseniya Ustalova      | Russia    | 0.229    | 49.92 | PB   |
| Argento | 3      | Antonina Krivoshapka  | Russia    | 0.205    | 50.10 | SB   |
| Bronzo  | 4      | Libania Grenot        | Italia    | 0.323    | 50.43 | SB   |
| 4       | 7      | Denisa Rosolová       | Rep. Ceca | 0.319    | 50.90 |      |
| 5       | 8      | Antonina Yefremova    | Ucraina   |          | 51.67 |      |
| 6       | 1      | Marta Milani          | Italia    | 0.185    | 51.87 | PB   |
| 7       | 2      | Muriel Hurtis-Houairi | Francia   | 0.194    | 52.05 |      |
| dq      | 5      | Tatyana Firova        | Russia    | 0.200    | 49.89 | EL   |